# Voer Kloster
Voer Kloster, Vorladegård sogn lå ved Gudenåen ved det nuværende Klostermølle. 
Klosteret der hørte under Benediktinerordenen blev grundlagt før 1172. 
Munkene ledte det meste af Gudenåens vand over i den 1300 m lange Klosterkanal til en vandmølle. Kanalen var indtil 2020 åens hovedløb på stedet. I dag løber vandet igen i sit oprindelige løb gennem Klosterkæret.   
Klosteret bestod til 1552, og bygningerne blev nedrevet inden 1560. Måske dobbeltkloster med nonneklosteret Vissing Kloster der lå på den anden side af åen.
Området er offentligt ejet – og der er fri adgang til fods.